# Blatnica (Štefanje)
Blatnica falu Horvátországban Belovár-Bilogora megyében. Közigazgatásilag Štefanjéhez tartozik.

## Fekvése
Belovártól légvonalban 11, közúton 16 km-re délnyugatra, községközpontjától 4 km-re északkeletre a Belovárt Csázmával összekötő 43-as számú főúttól északra, a Blaticai halastavak déli oldalán fekszik.

## Története
A falu a török kiűzése után a 17. században keletkezett, amikor részben katolikus horvát, részben ortodox szerb lakossággal telepítették be. 1774-ben az első katonai felmérés térképén „Dorf Blatnicza” néven szerepel. A Horvát határőrvidék részeként a Kőrösi ezredhez tartozott. Lipszky János 1808-ban Budán kiadott repertóriumában „Blatnicza” a neve.  
Nagy Lajos 1829-ben kiadott művében ugyancsak „Blatnicza” néven 44 házzal, 162 katolikus és 60 ortodox vallású lakossal találjuk. A település 1809 és 1813 között francia uralom alatt állt. 
A katonai közigazgatás megszüntetése után Magyar Királyságon belül Horvátország része, Belovár-Kőrös vármegye Belovári járásának része lett. A településnek 1857-ben 266, 1910-ben 352 lakosa volt. 1918-ban az új szerb-horvát-szlovén állam, majd később Jugoszlávia része lett. 1941 és 1945 között a németbarát Független Horvát Államhoz, majd a háború után a szocialista Jugoszláviához tartozott. A háború után a fiatalok elvándorlása miatt lakossága folyamatosan csökkent. A század közepén határában, a Česma folyó mocsaras területén alakították ki a Blatnicai tórendszert. A falu 1991-től a független Horvátország része. 1991-ben lakosságának 86%-a horvát, 11%-a szerb nemzetiségű volt. A délszláv háború idején mindvégig horvát kézen maradt. 2011-ben 130 lakosa volt, akik főként mezőgazdaságból éltek.

## Lakossága
| Lakosság változása | Lakosság változása | Lakosság változása | Lakosság változása | Lakosság változása | Lakosság változása | Lakosság változása | Lakosság változása | Lakosság változása | Lakosság változása | Lakosság változása | Lakosság változása | Lakosság változása | Lakosság változása | Lakosság változása | Lakosság változása |
| ------------------ | ------------------ | ------------------ | ------------------ | ------------------ | ------------------ | ------------------ | ------------------ | ------------------ | ------------------ | ------------------ | ------------------ | ------------------ | ------------------ | ------------------ | ------------------ |
| 1857               | 1869               | 1880               | 1890               | 1900               | 1910               | 1921               | 1931               | 1948               | 1953               | 1961               | 1971               | 1981               | 1991               | 2001               | 2011               |
| 266                | 279                | 266                | 341                | 339                | 352                | 370                | 306                | 321                | 313                | 284                | 236                | 196                | 151                | 148                | 130                |

## Nevezetességei
A falu északi határát a Blatnicai horgásztavak borítják. A 20. század közepéig ezen a helyen a Česma-folyó mellékének mocsaras területe volt, amit szabályoztak és környékét kiszárították kialakítva a mai tavakat. Ma a terület a közeli Sišćani tórendszerrel együtt a Natura 2000 európai ökológiai hálózat része, több mint száz madárfaj élőhelye.